# Tucking

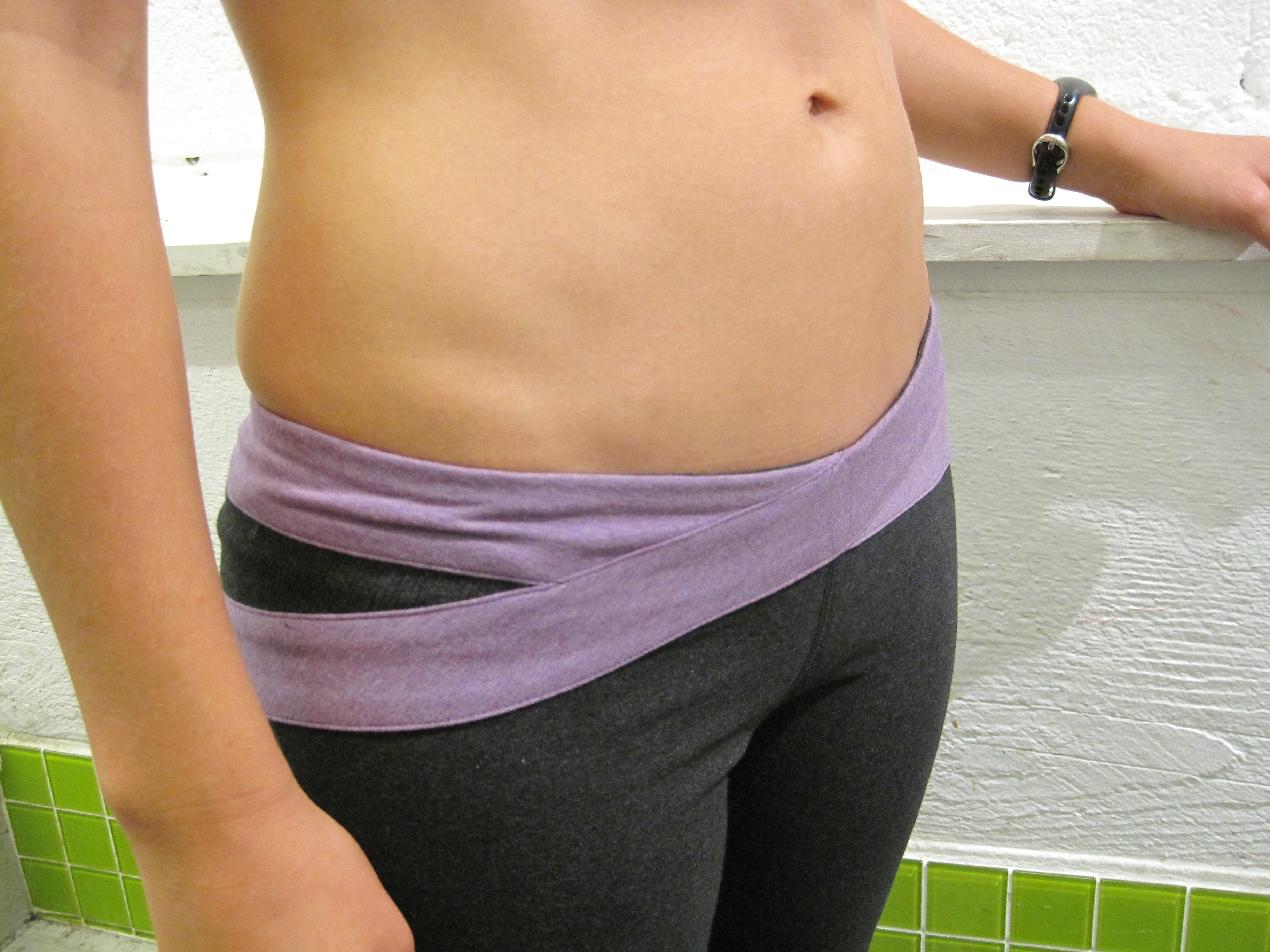
Transvrouwen en lichaamsdysmorfe mensen streven soms naar een vlakkere liesstreek voor een vrouwelijk of androgyn uiterlijk.

Tucking (uit het Engels: wegstoppen) is een techniek waarbij een individu de penis en testikels verbergt tussen de benen en billen om een platte schaamstreek te creëren waardoor deze er minder mannelijk uitziet. De genitale uitstulping is ook bekend onder de jargontermen manbulge of elandknokkel.
De praktijk wordt meestal toegepast door transgender vrouwen, evenals door cisgender mannen die aan crossdressing doen. Er zijn vruchtbaarheidsgerelateerde bijwerkingen aan tucking, zoals een verminderd aantal zaadcellen. Sommige soorten kleding, zoals gaffels en bloxers, zijn doelbewust ontworpen om de bult in het kruis te verbergen.

## Methoden
De meest gebruikelijke tucking-methode houdt in dat de penis tussen de benen naar achteren wordt getrokken en tegelijkertijd de testikels in het lieskanaal wordt geduwd. Om alles in deze positie te houden, kunnen sommige transvrouwen bijzonder strakke onderkleding en een gympak met riempje gebruiken.
Een andere mogelijkheid is het afvlakken of binden door middel van tape om de geslachtsdelen langs het perineum en indien mogelijk tussen de billen vast te maken. Er zijn ook geïmproviseerde of zelfgemaakte kledingstukken waarbij een elastische tailleband wordt afgesneden van een bestaand kledingstuk en vervolgens als een buidel in het midden wordt geplaatst om vervolgens omhoog te trekken.
Sommige mannelijke cross-dressers en pre- en non-op transvrouwen gebruiken speciaal gemaakt panty-achtige kleding, ook wel gaffels, die dienen om de genitaliën te verbergen en een vrouwelijker vlakke en gladde schaamstreek te verkrijgen.

## Andere
De praktijk van tucking wordt ook waargenomen bij cisgender mannen met andere doelen dan het verschijnen als vrouw. Sommige cisgender mannen doen het vanwege dysmorfofobie met betrekking tot hun genitale uitstulping, anderen vanwege schaamte, en weer anderen om een (mogelijke) erectie te verbergen, om zichzelf te deseksualiseren uit een gevoel van preutsheid of phallofobie of omdat de bult op een ongepast moment prominent aanwezig is. Methoden voor tucking omvatten het plaatsen van de penis achter de tailleband, soms ook wel uptuck genoemd of het dragen van doelbewust ontworpen ondergoed. Variaties van tucking kunnen worden gebruikt door macrofallische mannen wanneer ze zien dat hun kruisuitstulping een obsceen uiterlijk heeft. Er zijn enkele soorten boxershorts  die zijn ontworpen om de uitstulping van het mannelijke kruis te verbergen, zoals bloxers.